# Керимов, Эльнар Тахир оглы
Эльнар Тахир оглы Керимов (азерб. Elnar Tahir oğlu Kərimov; 5 апреля 1985, Мингячевир, Азербайджанская ССР, СССР) — азербайджанский футболист. Амплуа — голкипер.

## Клубная карьера
Карьеру футболиста начал в 2000 году, в родном городе, с выступления в клубе «Энергетик» (Мингячевир). Далее защищал цвета клубов «Адлийя» (Баку) и «Хазар-Ленкорань». С 2006 по 2013 гг-да являлся неизменным игроком ФК «Габала». В 2013 году перешёл в евлахский «Карван».